# Sénat de Louisiane
Législature d'État de Louisiane
Capitole de l'État de Louisiane
Le Sénat de Louisiane (en anglais, Louisiana State Senate) est la chambre haute de la législature d'État de Louisiane. Ses 39 membres sont élus pour un mandat de 4 ans, renouvelable dans la limite de 12 ans. Le Sénat de Louisiane siège au Capitole de l'État de Louisiane, situé dans la capitale de l'État, Baton Rouge.
En février 2011, à l'occasion d'une élection partielle, le Sénat bascule en faveur du Parti républicain pour la première fois depuis la Reconstruction. Les républicains disposent alors de 20 sièges contre 19 pour les démocrates.